# Gamers' Choice Awards
Les Gamers' Choice Awards constituent une cérémonie de récompenses honorant l'industrie du jeu vidéo en 2018. L'événement a lieu le 3 décembre 2018 et est diffusé le 9 décembre 2018 sur CBS. Il s'agit de la première cérémonie de remise de prix dédiée au jeu vidéo et à l'esport à être diffusée sur une chaîne de télévision généraliste. 

## Événement
L'idée de l'émission provient de Michael Burg, producteur exécutif des Teen Choice Awards,,. Victor Borachuk et son entreprise JupiterReturn quittent le projet avant la diffusion du programme.
Les prix sont attribués par un vote des fans, un vote public en ligne étant organisé à partir du 17 novembre 2018 pour désigner les gagnants,. Deux émissions de prévisualisation ont lieu les 17 et 18 novembre 2018 et sont diffusées sur CBS. Ces premières émissions servent à annoncer les nominations avant la cérémonie principale du 9 décembre.
La cérémonie se déroule le 3 décembre 2018 au Fonda Theatre (en) à Hollywood, en Californie. Le groupe KISS se produit sur scène, suivi d'un hommage à Stan Lee. La compétition regroupe 150 nominés répartis en 22 catégories.
L'émission est diffusée sur CBS le 9 décembre 2018. Parmi les lauréats, Ninja reçoit les prix de « Fan Favorite Esports Player of the Year », « Fan Favorite Gamer Moment » et le 2018 « Super Nova Honor ». TimTheTatman et Pokimane sont désignés « Streamers of the Year », tandis que Fortnite domine la cérémonie avec cinq récompenses attribuées par les fans. 